# Eublemma albivena
Eublemma albivena är en fjärilsart som beskrevs av George Francis Hampson 1905. Eublemma albivena ingår i släktet Eublemma och familjen nattflyn. Inga underarter finns listade i Catalogue of Life.